# Dieter Flimm
Dieter Flimm  (* 9. April 1939 in Bonn; † 23. Juli 2002 in Köln) war ein deutscher Architekt und Designer, Bühnenbildner, Szenograf sowie Regisseur, Musiker, Komponist und Hochschullehrer.

## Leben
Dieter Flimm, der zwei Jahre ältere Bruder des Theater-, Film- und Opern-Regisseurs Jürgen Flimm, wuchs in Köln auf, studierte Architektur an der RWTH in Aachen und nebenbei Schlagzeug an der Rheinischen Musikhochschule. 1968 gründete er nach dem Diplom sein Architekturbüro und wurde sowohl als Architekt als auch als Jazz-Drummer durch Festivals und Konzerttourneen bekannt. 1972 war er Mitglied der Planungsgruppe Stieldorf im Team für den Neubau des Bundeskanzleramtes in Bonn. In dieser Zeit entstand auch die Freundschaft mit seinem Kollegen Wolf Nöhren. Ab 1974 war Flimm vermehrt als Bühnenbildner tätig und bekam Aufträge an den Theatern in München, Zürich, Bremen, Hamburg und Köln. Er führte jetzt sein Büro in Köln-Dellbrück überwiegend als Production-Designer. Es folgte ein Ruf nach Karlsruhe an die TU für ein Forschungsprojekt.
Alfred Biolek entwickelte ab 1977 mit Flimm/Nöhren für den WDR die Konzeption der Fernsehproduktion:
- Bio’s Bahnhof.

später dann:
- Bei Bio
- Boulevard Bio
- Mensch Meier
- Sabine Christiansen
- Gabi Bauer
- RTL-Nachtjournal

(Alle Bühnenbilder vom Büro Flimm)
Weiterhin war Flimm Szenenbildner bei Fernsehserien und Spielfilmen, u. a. von Reinhard Hauff, Jérôme Savary, Luc Bondy, Jürgen Flimm, Jean-Michel Ribes, Peter Zadek sowie Ausstatter für den deutschen Fernsehpreis Telestar und Europäischer Filmpreis Felix. Flimm schuf ca. 200 Ausstattungen für Schauspiel, Oper, Film und Fernsehen in Europa und den USA.
1978 gründete er die Jazz-Rock-Formation Ocean Orchestra und produzierte Herbert Grönemeyers erste Langspielplatte. Flimm spielte auch als Gast bei Peter Herbolzheimer, Manfred Schoof, Klaus Doldinger und Volker Kriegel.
Im Jahr vor der Wiedervereinigung 1989 war Dieter Flimm Autor, Regisseur, Bühnenbildner, Choreograf und Produzent der Music-Revue Deutschlandlied mit 100 Vorstellungen in Köln und dann Tournee-Ausstatter von Marius Müller-Westernhagen und Herbert Grönemeyer. Es folgten Freilichttheaterprojekte am Rhein-Herne-Kanal und bei der Bundesgartenschau Gelsenkirchen.
Ab den 1990er Jahren war er überwiegend als Hochschullehrer tätig, an der RWTH Aachen und der Ruhr-Universität Bochum in der neu gegründeten Studienrichtung Raumszenarien. 1995 wurde er zum Professor für Medien-Design in Hannover ernannt (heute Fachbereich Szenische Künste an der Universität Hildesheim) und war Gastprofessor an der Hochschule für Film und Fernsehen (HFF)-Potsdam-Babelsberg.
Dieter Flimm starb an Lungenkrebs.